# خورخه مارتین د سان پابلو
خورخه مارتین د سان پابلو (انگلیسی: Jorge Martín de San Pablo؛ زادهٔ ۲۴ نوامبر ۱۹۷۵) بازیکن فوتبال اهل اسپانیا است.